# Zande, Belgien
Zande är en ort i Belgien. Den ligger i provinsen Västflandern och regionen Flandern, i den västra delen av landet. Zande ligger 2 meter över havet och antalet invånare är 302.
Terrängen runt Zande är mycket platt. Närmaste större samhälle är Oostende, 10,6 km norr om Zande. 
Trakten runt Zande består till största delen av jordbruksmark.